# Overly
Souris és una població dels Estats Units a l'estat de Dakota del Nord. Segons el cens del 2000 tenia 19 habitants.

## Demografia
Segons el cens del 2000, Souris tenia 19 habitants, 9 habitatges, i 5 famílies. La densitat de població era de 20,4 hab./km².
Dels 9 habitatges en un 22,2% hi vivien nens de menys de 18 anys, en un 55,6% hi vivien parelles casades, en un 0% dones solteres, i en un 44,4% no eren unitats familiars. En el 44,4% dels habitatges hi vivien persones soles el 33,3% de les quals corresponia a persones de 65 anys o més que vivien soles. El nombre mitjà de persones vivint en cada habitatge era de 2,11 i el nombre mitjà de persones que vivien en cada família era de 3,00.
L'edat mediana era de 40 anys.
La renda mediana per habitatge era de 20.625 $ i la renda mediana per família de 30.417 $. Els homes tenien una renda mediana de 31.250 $ mentre que les dones 0 $. La renda per capita de la població era de 9.321 $. Cap de les famílies estaven per davall del llindar de pobresa.

## Poblacions més properes
El següent diagrama mostra les poblacions més properes.